# Piz Neir
Piz Neir är en bergstopp i Schweiz.   Den ligger i regionen Albula och kantonen Graubünden, i den östra delen av landet, 180 km öster om huvudstaden Bern. Toppen på Piz Neir är 2 910 meter över havet, eller 279 meter över den omgivande terrängen. Bredden vid basen är 1,5 km.
Terrängen runt Piz Neir är varierad. Närmaste större samhälle är St. Moritz, 12,2 km öster om Piz Neir. 
Trakten runt Piz Neir består i huvudsak av gräsmarker. Runt Piz Neir är det glesbefolkat, med 14 invånare per kvadratkilometer.